# Jericó
Jericó (em árabe: أريحا, transl. Ārīḥā; em hebraico: יְרִיחוֹ, transl. Yeriḥo) é uma cidade situada na Cisjordânia, a poucos quilômetros do rio Jordão, a 8 quilômetros da ponta norte do Mar Morto e aproximadamente a 27 km de Jerusalém. É considerada a cidade mais antiga ainda existente, habitada há 11 000 anos (desde antes de 9 000 a.C.). Situada a cerca de 270 metros abaixo do nível do mar, é também a cidade mais baixa do planeta.
Buscas arqueológicas identificaram na cidade restos de mais de vinte civilizações que teriam residido no local, incluídas a mais antiga muralha e a mais antiga torre já encontradas na Terra, além de uma das mais antigas estátuas com representação de um rosto humano.
É mencionada já na Bíblia como uma importante cidade no vale do rio Jordão. Descrita no Antigo Testamento como a  "Cidade das Palmeiras", abundantes campos ao redor de Jericó têm feito dela uma localidade atrativa para habitação humana por milhares de anos. Ela é conhecida na tradição judaico-cristã como a primeira cidade na Terra Prometida encontrada pelos israelitas após cruzarem o rio Jordão, depois de peregrinarem quarenta anos pelo deserto após escaparem da escravidão no Egito. 
A Bíblia menciona as antigas muralhas protetivas da cidade, que teriam sido derrubadas pelos israelitas liderados por Josué, ajudante e sucessor de Moisés. Na cidade encontra-se também o Monte das Tentações, onde, segundo o Novo Testamento, Jesus teria sido tentado pelo Diabo. 

## Etimologia
Há mais de uma teoria para a origem do nome de Jericó. O nome Jericó é conhecido pelos seus habitantes locais como Ārīḥā (em árabe: أريحا), o qual significa "perfumado" e deriva da palavra cananeia (assim como o árabe e o hebraico) Reah, de mesmo significado. Jericó também é pronunciado Yəriḥo (יְרִיחוֹⓘ) em hebraico, e uma teoria alternativa fortalece que ela é derivada da palavra "lua" (Yareah) em cananeu e hebraico, sendo que a cidade foi um antigo centro de adoração a deuses lunares.

## História

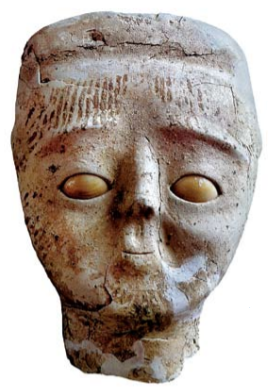
Cabeça de estátua de aproximadamente 9000 anos atrás, encontrada em Jericó. Pode tratar-se da mais antiga representação existente de um rosto humano. Atualmente, a estátua encontra-se em museu em Jerusalém.

### Tempos antigos
Acredita-se que Jericó seja uma das mais antigas cidades continuamente habitadas do mundo, com evidência de assentamentos datados de antes de 9 000 a.C., provendo informações importantes sobre antigas habitações humanas no Oriente Próximo. Por volta de 8000 a.C., havia se transformado em uma pequena cidade murada, com casas em forma de colmeia, fundações de pedra e pisos rebocados, muitas das quais possuíam pátios privados e fornos.
O primeiro assentamento permanente foi construído próximo a Ein as-Sultan, entre 8 000 e 7 000 a.C. por um povo desconhecido, e consistiu de um certo número de muros, um santuário e uma torre de sete metros de altura com uma escadaria interna. Após alguns séculos, foi abandonado para um segundo assentamento, estabelecido em 6 800 a.C., talvez pela invasão de um povo que absorveu os habitantes originais para dentro de sua cultura dominante. Artefatos datados desse período incluem dez crânios, engessados e pintados como para reconstituir as feituras individuais. Isso representa o primeiro exemplo de retrato na arte histórica, estes crânios foram preservados em casas populares enquanto os corpos ficaram apodrecendo. Este foi seguido por uma sucessão de assentamentos de 4 500 a.C. adiante, o maior destes foi construído em 2 600 a.C..
Evidências arqueológicas indicam que na metade final do Bronze Médio (c.e 1 700 a.C.), a cidade desfrutou alguma prosperidade, seus muros tinham sido reforçados e expandidos. A cidade canaanita (Jericho City IV) foi destruída c.e 1 550 a.C., e o sítio remanescente ficou desabitado até que a cidade fosse refundada no século IX a.C..
No século VIII a.C., os assírios invadiram pelo norte, seguidos pelos babilônios, e Jericó ficou despovoada entre 586 e 538 a.C., o período do exílio babilônico. O xá Ciro II refundou a cidade, a um quilômetro e meio, a sudeste do seu sítio histórico, o monte de Tel Sultão, e retornando os judeus exilados após a conquista da Babilônia em 539 a.C..

### Antiguidade Clássica

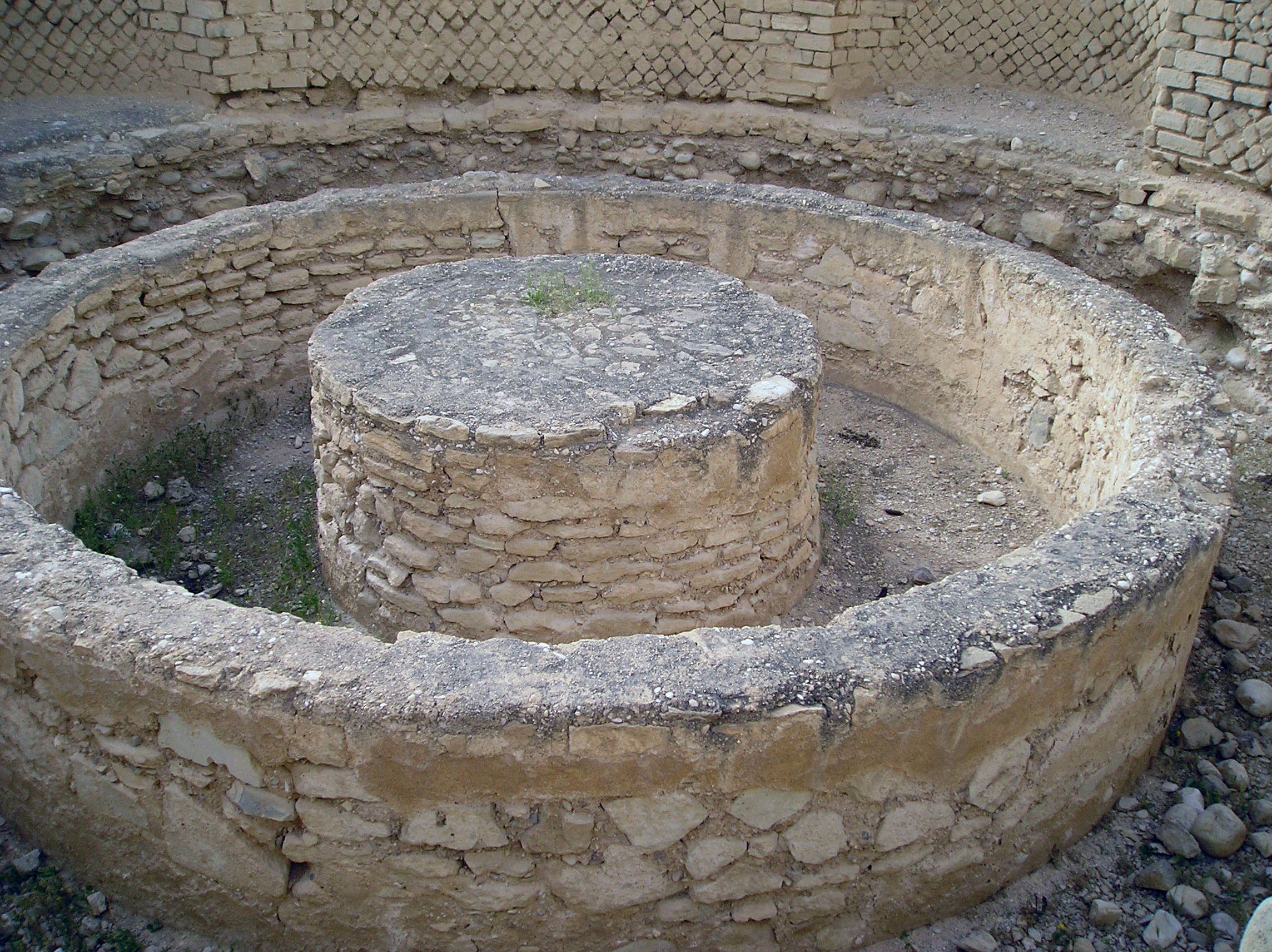
Remanescentes do palácio de Herodes

Jericó foi desde o início um centro administrativo sob domínio persa, serviu como um estado particular de Alexandre o Grande entre 336 e 323 a.C. após a conquista da região. Em meados do século II a.C., Jericó ficou sob domínio helenista, o general sírio Báquides construiu alguns fortes para fortalecer as defesas da área ao redor de Jericó contra a invasão dos macabeus (1 Mac 9:50). Um dos seus fortes, construído na entrada do Uádi Quelte, foi posteriormente refortificado por Herodes, o Grande, que o nomeou de Cipro, em homenagem a sua mãe.
Herodes inicialmente arrendou Jericó de Cleópatra depois de Marco Antônio tê-la dado a ela como um presente. Após seu suicídio coletivo em 30 a.C., Otaviano assumiu o controle do império romano e deixou Herodes reinando sobre Jericó. Herodes supervisionou a construção do hipódromo-teatro (Tel es-Samrat) para divertir seus convidados e novos aquedutos para irrigação da área abaixo dos precipícios e próximo do seu palácio de inverno construído no sítio de Tulul al-Alaiq.
O assassinato dramático de Aristóbulo III em uma piscina de Jericó, como dito pelo historiador Josefo, durante um banquete organizado por Herodes. A cidade, desde a construção de seus palácios, não funcionou apenas como um centro agrícola e nem como um cruzamento, mas como uma estação de inverno à aristocracia de Jerusalém.

Herodes foi sucedido pelo seu filho, Arquelau, o qual construiu uma vila adjacente a Jericó em seu nome, Arquelau (Archelais), casa de operários da sua plantação (Khirbet al-Beiyudat). No século I Jericó é descrita na Geografia de Estrabão:
"Jericó é como uma planície cercada por um tipo de zona montanhosa, a qual em um caminho, encontra-se como um teatro. Aqui está a Fenícia, a qual é diferenciada também com todos os tipos de cultivos e árvores frutíferas, ainda que compõe-se sobre tudo de palmeiras. Tem cem estádios de comprimento e é em toda parte abastecida com riachos. Aqui também estão o Palácio e o Parque do Bálsamo".
 As tumbas cortadas na rocha de um cemitério da era herodiana e hasmoneia jazem na parte baixa do penhasco entre Nuseib al-Aweishireh e Jebel Quruntul em Jericó e foram usados entre 100 a.C. e 68 d.C..
A Bíblia declara que Jesus passou por Jericó, curou dois cegos e a conversão de um coletor de impostos local de nome Zaqueu. Após a queda de Jerusalém pelo exército de Vespasiano em 70 d.C., Jericó declinou rapidamente, e pelo ano 100 a cidade foi uma pequena guarnição romana. Pouco tempo depois disso, construíram sobre a área da cidade que foi abandonada, e uma Jericó bizantina, Ericha, foi construída a um quilômetro e meio à leste, ao redor da qual a cidade moderna está centrada. O cristianismo chegou na cidade durante a era bizantina e a área foi grandemente populosa. Um número de monastérios e igrejas foram construídos, incluindo São Jorge de Koziba em 340 e uma cúpula de igreja foi dedicada para Eliseu. Umas duas sinagogas foram construídas no século VI. Os monastérios foram abandonados após a invasão persa de 614.

### Período do Califado árabe

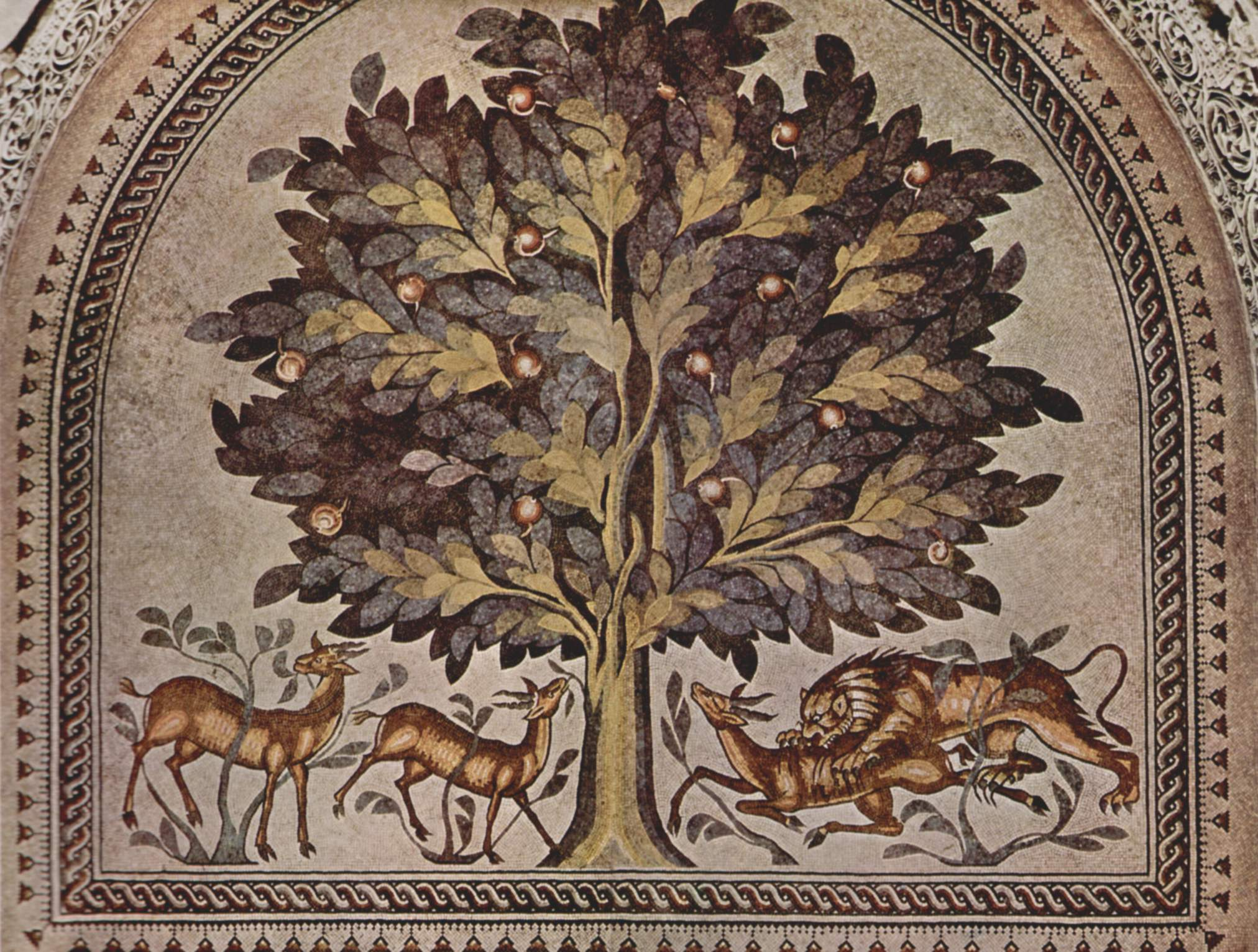
Mosaico árabe conhecido como "A Árvore da Vida", encontrado no Palácio de Hixame, em Jericó. A cena é hoje o símbolo de Jericó, o selo municipal da cidade e é reproduzida em artesanato produzidos em diferentes localidades na Palestina e na Jordânia.

Por volta de 661, Jericó estava sobre o domínio do Califado Omíada. O décimo califa da dinastia, Hixame ibne Abedal Maleque, construiu um complexo palacial conhecido como Khirbet al-Mafjar cerca de um quilômetro e meio a norte do Tel Sultão em 743, duas mesquitas, um pátio, mosaicos, e outros items que podem ser vistos hoje in situ, apesar de terem sido parcialmente destruídos no terremoto de 747.
O domínio omíada terminou em 750 e foi seguido pelo Califado Abássida e então pelo Califado Fatímida. A agricultura irrigada foi desenvolvida sobre o domínio islâmico, reafirmando Jericó a reputação de uma fértil "Cidade das Palmeiras". Mocadaci, o geógrafo árabe, escreveu em 985 que, "a água de Jericó é considerada a maior e melhor em todo o Islã. Bananas são abundantes, também flores de fragrância aromática".
A cidade prosperou desde 1071 até a invasão dos turcos seljúcidas, seguido pelo transtorno dos cruzados. Em 1179, os cruzados reconstruíram o Mosteiro de São Jorge de Koziba, no lugar original, a nove quilômetros do centro da cidade. Eles também construíram outras duas igrejas e um monastério dedicado a João Batista e são reconhecidos como introdutores da produção de cana-de-açúcar na cidade. Em 1187, os cruzados foram expulsos pelas forças aiúbidas de Saladino após sua vitória na Batalha de Hatim, e a cidade lentamente foi ao declínio.
Em 1226, o geógrafo árabe Iacute de Hama falou de Jericó: "muitas palmeiras, também cana-de-açúcar em quantidade, e bananas. O melhor de todo o açúcar na terra de Ghaur é feito aqui." No século XIV, Abulféda escreveu que em Jericó estão minas de enxofre, "a única na Palestina".

### Período Otomano (1517-1918)

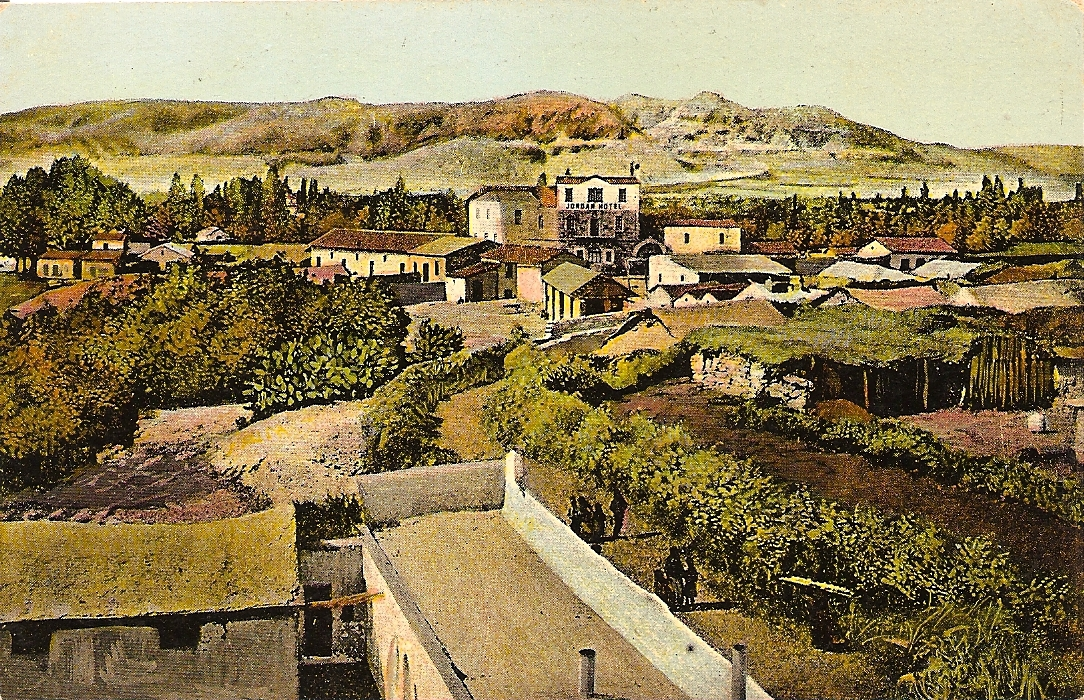
Antigo cartão postal de Jericó no final do século XIX ou início do XX

Nos primeiros anos do domínio Otomano, Jericó fez parte do waqf e do emirado de Jerusalém. Os aldeões transformaram índigo em uma fonte de renda, usando uma caldeirão especial para esse propósito, que foi emprestado pelas autoridades otomanas em Jerusalém. Durante a maior parte do período Otomano, Jericó foi uma pequena vila de agricultores suscetíveis a ataques de beduínos. No século XIX, estudiosos europeus, arqueólogos e missionários visitaram-na frequentemente. A primeira escavação arqueológica no Tel Sultão foi realizada em 1867, e os monastérios de São Jorge de Koziba e João Batista foram refundados e concluídos em 1901 e 1904, respectivamente.

## Referências bíblicas

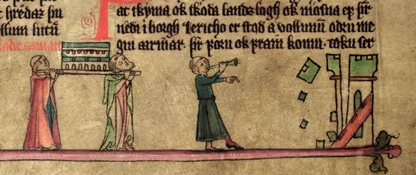
Os muros de Jericó caem quando o sacerdote israelita toca a sua trombeta, nesta ilustração do século XIV

## Geografia

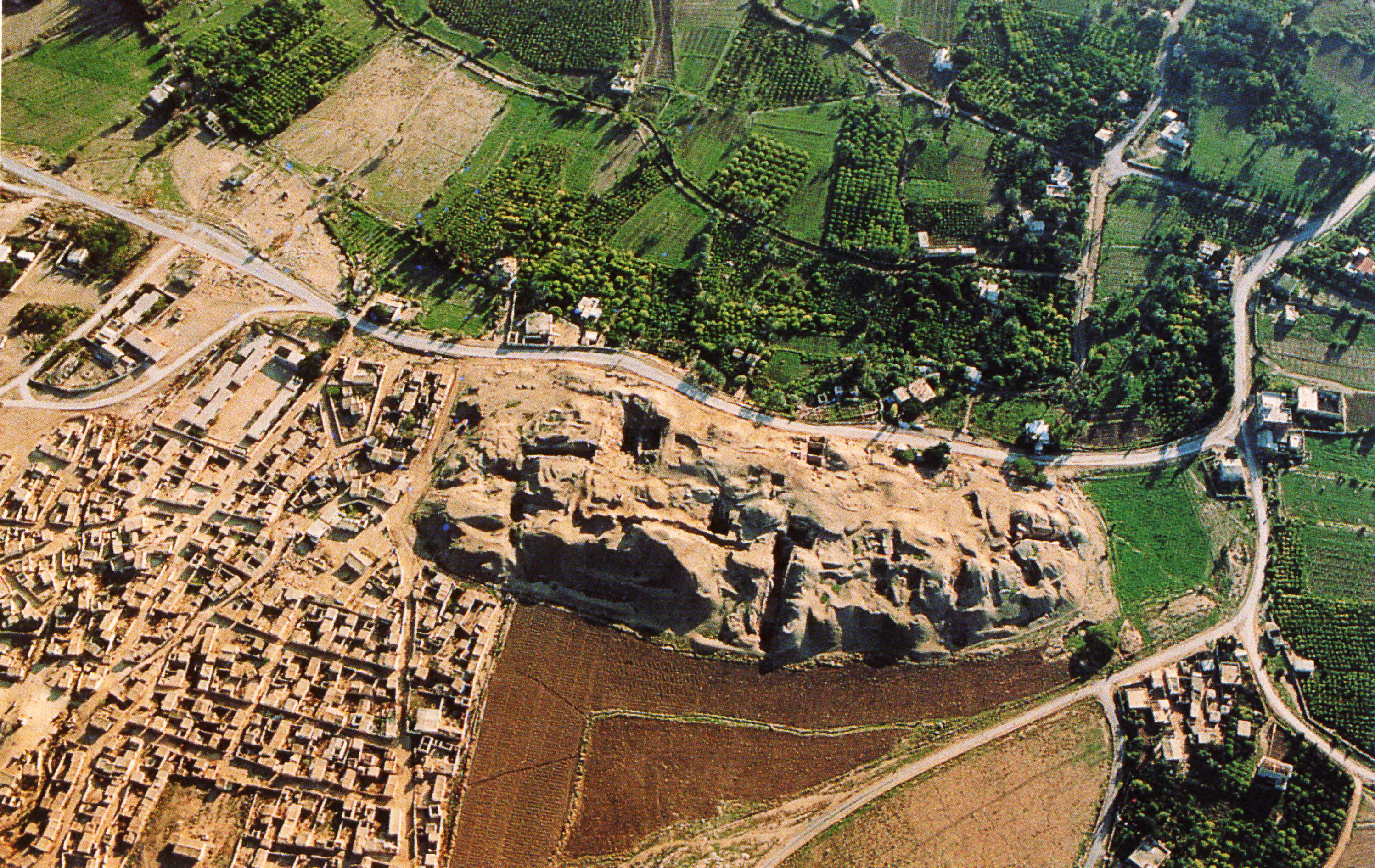
Uma vista aérea de Jericó, mostrando as ruínas de Tel Sultão

Mapa em Inglês do rio Jordão, que corre ao longo da fronteira entre a Jordânia, a Cisjordânia, Israel e o sudoeste da Síria.

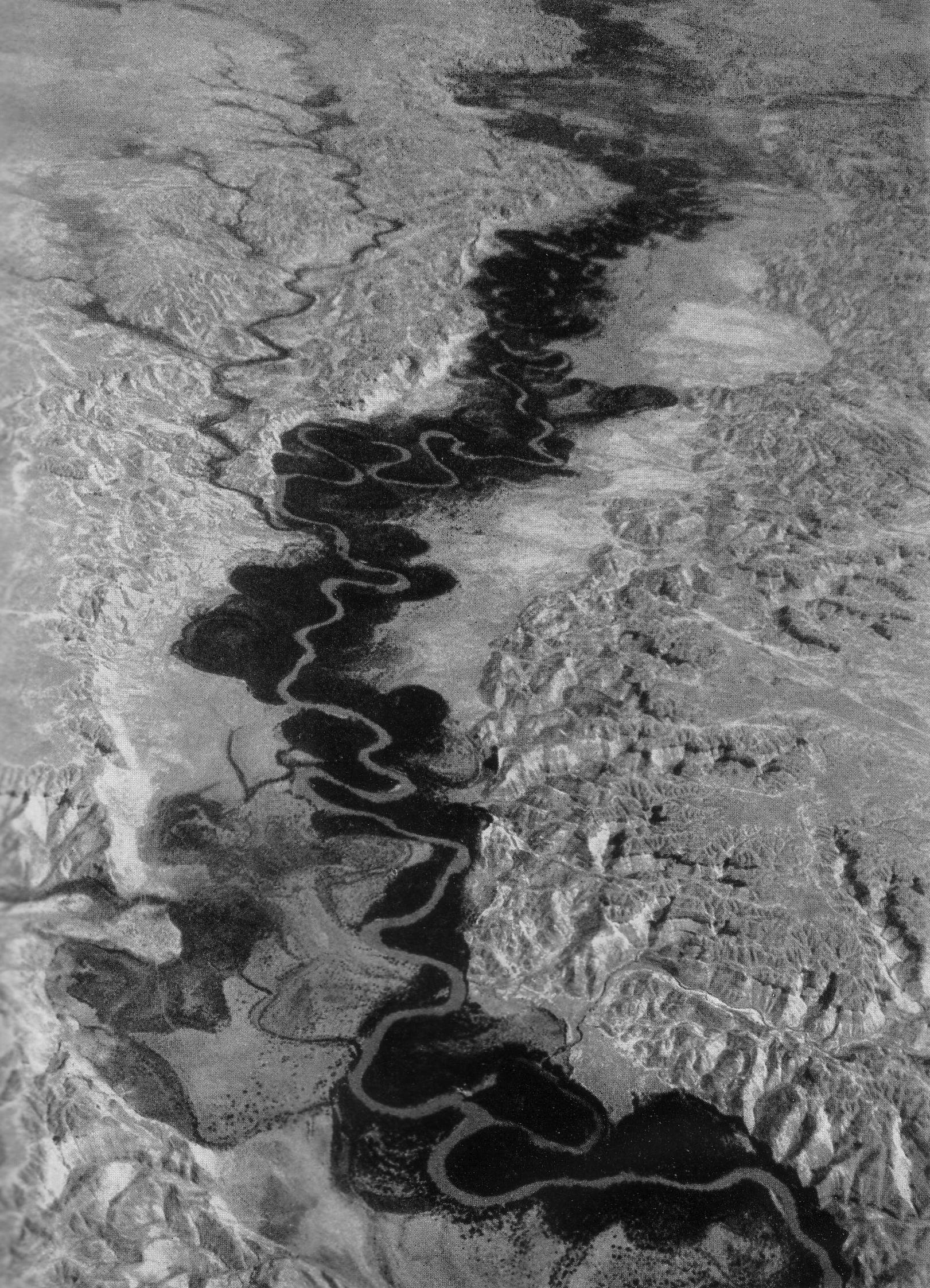
Vista aérea de um trecho do Vale do Jordão, com o Rio Jordão fluindo, ao centro, com seus meandros.

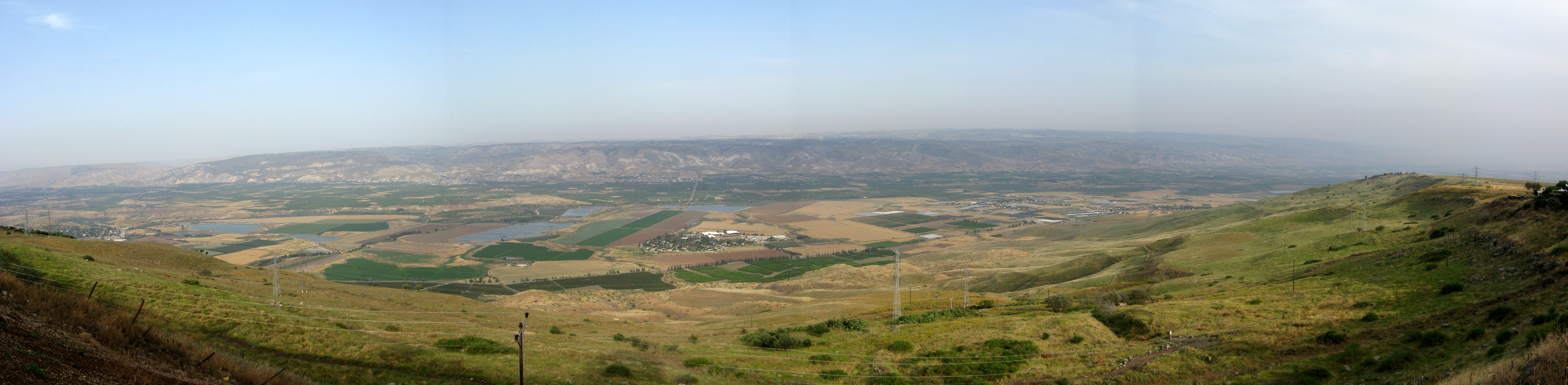
A imagem panorâmica retrata o Vale do Jordão, com uma vasta planície agrícola cercada por colinas. Há grandes áreas cultivadas com campos retangulares e pequenos lagos, sugerindo irrigação. As colinas ao fundo apresentam uma vegetação árida e esparsa.

### Tel Sultão

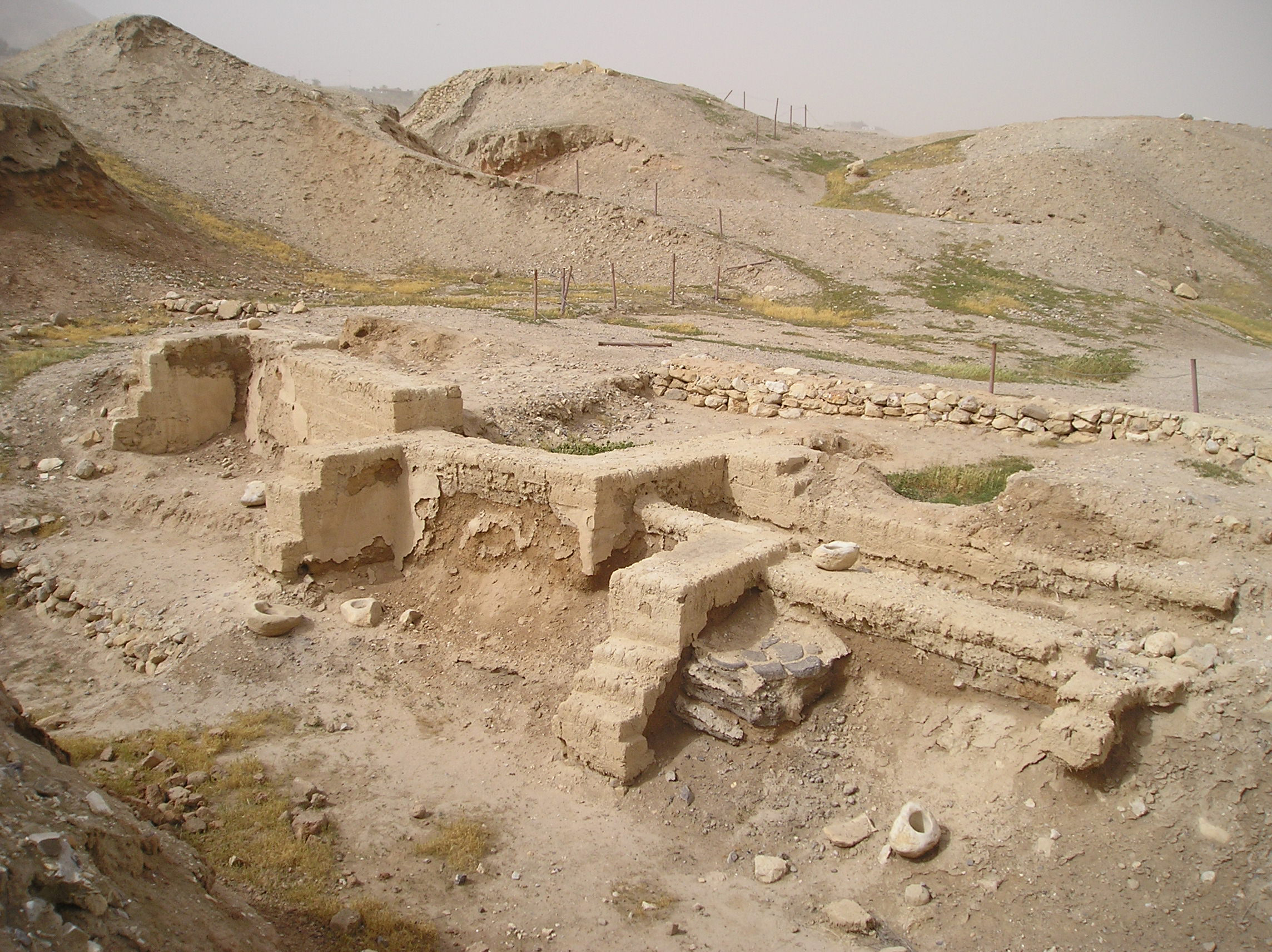
Fundações de uma residência desenterrada no Tel Sultão em Jericó

## Demografia

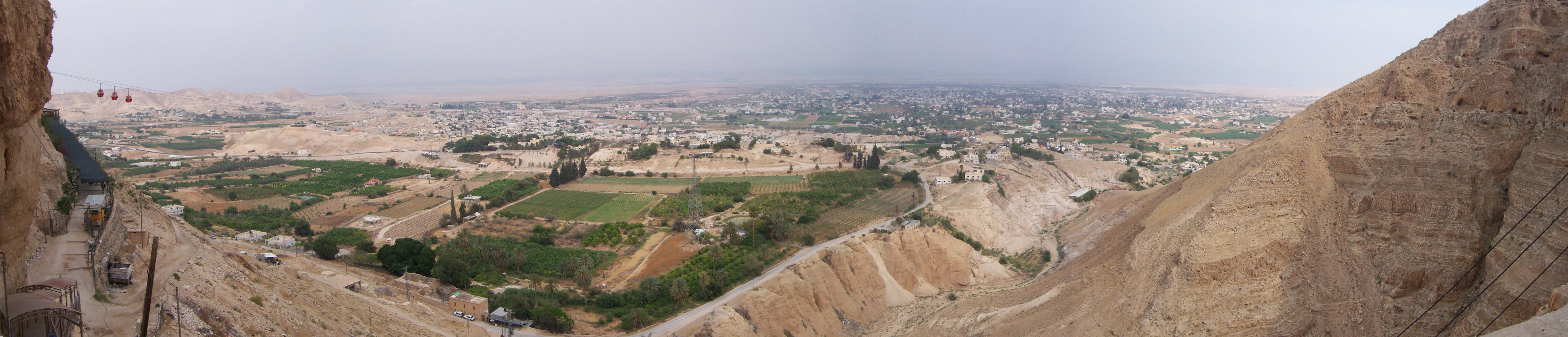
Panorama de Jericó